# 欧仁妮·戈登
欧仁妮·戈登（1881年10月13日—1967年6月16日），法国科学家、社会主义者、女性主义者，并积极参与法国抵抗运动。1945年—1967年，任国际民主妇女联合会主席。1951年，她被授予斯大林和平奖、荣誉军团骑士勋章。1961年，获得世界和平理事会金质奖章。她在巴黎附近的塞夫尔去世，享年85岁。